# Oddfellows
Oddfellows è il quarto album in studio del supergruppo statunitense Tomahawk, pubblicato nel 2013.

## Tracce
1. Oddfellows – 3:29
2. Stone Letter – 2:52
3. I.O.U. – 2:38
4. White Hats / Black Hats – 3:21
5. A Thousand Eyes – 2:40
6. Rise Up Dirty Waters – 3:06
7. The Quiet Few – 3:48
8. "I Can Almost See Them" – 2:36
9. South Paw – 4:00
10. Choke Neck – 3:51
11. Waratorium – 3:27
12. Baby Let's Play ____ – 2:43
13. Typhoon – 2:11

## Formazione
- Mike Patton — voce, tastiera
- Duane Denison — chitarra
- Trevor Dunn — basso
- John Stanier — batteria